# Austin Blair
Pour les articles homonymes, voir Blair.
Austin Blair (8 février 1818 – 6 août 1894)  est un politicien américain de l'État du Michigan. Austin Blair était un fervent opposant à l'esclavage et à la sécession ainsi qu'un champion des droits de l'homme qui mena campagne contre la peine de mort et pour donner le droit de vote aux femmes et aux noirs. Il fut gouverneur du Michigan à l'époque de la guerre de Sécession, du 2 janvier 1861 au 5 janvier 1865, et fut surnommé le « Gouverneur de la guerre civile » (en anglais : Civil War Governor).

## Biographie
Austin Blair est né le 8 février 1818 à Caroline dans l'État de New York. Élève au Hamilton College puis à l'Union College, il étudie le droit et est admis au barreau en 1841. Il déménage alors pour le Michigan et s'installe à Eaton Rapids avant d'être élu à la Chambre des représentants de l'État en 1845, puis au Sénat en 1854. Blair occupe ensuite le poste de gouverneur de 1861 à 1865 puis est élu à la Chambre des représentants des États-Unis de 1867 à 1873.
Il meurt à Jackson dans le Michigan le 6 août 1894.